# Michaela Hofmann
Michaela Hofmann (* 17. Mai 1979 in Berlin; geborene Seiffert) ist eine deutsche Handballtrainerin sowie eine ehemalige Handballspielerin.
Die 1,75 m große Rückraumspielerin stand ab 2008 beim Bundesligisten HSG Blomberg-Lippe unter Vertrag. Nachdem die damalige Kapitänin im Juni 2012 schwanger wurde, beendete sie ihre Karriere. In der Saison 2013/14 trainierte sie die zweite Mannschaft der HSG Blomberg-Lippe, die in der 3. Liga antrat. Weiterhin war sie in der Nachwuchsförderung tätig.
Die Diplom-Betriebswirtin absolvierte drei Spiele (fünf Tore) für die deutsche Nationalmannschaft. Ihr Länderspieldebüt hatte sie am 19. Februar 1999 gegen Polen in Marpingen.

## Größte Erfolge
- Challenge-Cup-Sieger 2003 (Borussia Dortmund)